# Стара Желязна
Стара Желязна (пол. Stara Żelazna) — село в Польщі, у гміні Дашина Ленчицького повіту Лодзинського воєводства.
Населення — 155 осіб (2011).
У 1975-1998 роках село належало до Плоцького воєводства.

## Демографія
Демографічна структура станом на 31 березня 2011 року:
|          | Загалом | Допрацездатний вік | Працездатний вік | Постпрацездатний вік |
| -------- | ------- | ------------------ | ---------------- | -------------------- |
| Чоловіки | 76      | 13                 | 49               | 14                   |
| Жінки    | 79      | 13                 | 40               | 26                   |
| Разом    | 155     | 26                 | 89               | 40                   |